# Thầm Di Cầm
Thầm Di Cầm (hay Kham Di Cầm, tiếng Trung: 谌贻琴; bính âm: Shèn Yì Qín; sinh ngày 15 tháng 12 năm 1959, người Bạch) là chính trị gia nước Cộng hòa Nhân dân Trung Hoa. Bà là Ủy viên Ủy ban Trung ương Đảng Cộng sản Trung Quốc khóa XX, khóa XIX, Ủy viên dự khuyết khóa XVIII, XVII, hiện là Bí thư Tỉnh ủy, Chủ nhiệm Ủy ban Thường vụ Nhân Đại tỉnh, Bí thư thứ nhất Quân ủy Quân khu tỉnh Quý Châu. Bà từng là Phó Bí thư Tỉnh ủy, Bí thư Đảng tổ, Tỉnh trưởng Chính phủ Nhân dân tỉnh Quý Châu; Phó Bí thư chuyên chức Tỉnh ủy, Bí thư Ủy ban Chính Pháp Tỉnh ủy, Hiệu trưởng Trường Đảng Quý Châu; Thường vụ Tỉnh ủy, Phó Tỉnh trưởng thường trực Quý Châu; Bộ trưởng Bộ Tuyên truyền Tỉnh ủy Quý Châu.
Thầm Di Cầm là Đảng viên Đảng Cộng sản Trung Quốc, học vị Cử nhân Lịch sử, Nghiên cứu viên Lịch sử học, khoa học xã hội, nguyên giảng viên trường cấp đại học. Bà là chính trị gia có nhiều điểm đặc biệt trong chính trị Trung Hoa hiện đại, dành hầu hết sự nghiệp ở quê hương Quý Châu, là nữ Bí thư Quý Châu, Tỉnh trưởng Quý Châu đầu tiên, nữ Bí thư Tỉnh ủy thứ tư trong lịch sử.

## Xuất thân và giáo dục
Thầm Di Cầm sinh ngày 15 tháng 12 năm 1959 tại huyện Chức Kim, địa cấp thị Tất Tiết, tỉnh Quý Châu, Cộng hòa Nhân dân Trung Hoa. Bà là người dân tộc thiểu số Bạch, cộng đồng ở miền Tây Nam Trung Quốc, lớn lên và theo học phổ thông ở quê nhà. Thầm Di Cầm thời thanh thiếu niên thuộc về một nhóm thanh niên trí thức trong những năm sau cùng của Cách mạng Văn hóa, gia nhập và được giáo dục ở Đội Thanh niên trí thức huyện Chức Kim (供销知青队) thời kỳ 1977 1978. Sau khi Cách mạng Văn hóa kết thúc, tháng 4 năm 1978, bà đến thủ phủ thành phố Quý Dương, bắt đầu học chuyên ngành lịch sử tại Đại học Quý Châu và tốt nghiệp Cử nhân Lịch sử vào tháng 1 năm 1982.
Tháng 5 năm 1985, bà được kết nạp Đảng Cộng sản Trung Quốc. Trong cuộc đời mình, bà đã theo học nhiều lớp bồi dưỡng, học tập và nghiên cứu trong hệ thống tổ chức Đảng Cộng sản. Từ tháng 9 năm 1995 đến tháng 1 năm 1996, bà tham gia lớp bồi dưỡng cán bộ thanh niên của Trường Đảng Tỉnh ủy Quý Châu; tham gia khóa đào tạo trung niên và thanh niên tại Trường Đảng Trung ương Đảng Cộng sản Trung Quốc từ tháng 9 năm 1998 đến tháng 7 năm 1999. Bà là nghiên cứu sinh tại chức chuyên ngành Kinh tế học trong giai đoạn tháng 9 năm 1998 đến tháng 7 năm 2001; sau đó, năm 2009, bà tham gia lớp đào tạo cán bộ cấp tỉnh, cấp bộ đều tại Trường Đảng Trung ương.

## Sự nghiệp

### Thời kỳ đầu
Thầm Di Cầm lớn lên trong thời kỳ đặc biệt của Trung Quốc, chuyển đổi đường lối đất nước, sự nghiệp bất đầu từ tháng 3 năm 1977, khi 18 tuổi với chức vụ Bí thư Liên chi đoàn của tập thể thanh niên trong Đội Thanh niên trí thức huyện Chức Kim, công tác cho đến tháng 4 năm 1978. Tháng 1 năm 1982, sau khi tốt nghiệp đại học, Thầm Di Cầm được gửi đến làm việc tại Trường Đảng Tỉnh ủy Quý Châu, đảm nhiệm vai trò trợ giảng tại Khoa Nghiên cứu, Giảng dạy Lịch sử và Xây dựng Đảng, rồi sau đó trở thành giảng viên. Bà có hơn 10 năm giảng dạy tại trường thời kỳ 1982 – 1993, rồi giữ chức vụ Phó Chủ nhiệm Khoa Nghiên cứu, Giảng dạy Lịch sử Đảng. Tháng 3 năm 1990, Thầm Di Cầm được bổ nhiệm làm Phó Bí thư Huyện ủy huyện Chức Kim với nhiệm vụ vừa tham gia hệ thống lãnh đạo huyện, vừa giảng dạy tại Trường Đảng, công tác hai năm, được miễn nhiệm vị trí Phó Bí thư Huyện ủy vào tháng 3 năm 1992.
Tháng 3 năm 1993, bà nhậm chức Trưởng phòng Nhân sự, Ủy viên Đảng ủy Trường Đảng Tỉnh ủy Quý Châu. Tháng 8 năm 1995, Tỉnh ủy quyết định bổ nhiệm bà giữ chức Phó Hiệu trưởng Trường Đảng Tỉnh ủy, kiêm nhiệm Phó Viện trưởng Học viện Hành chính tỉnh Quý Châu, được bầu làm Phó Bí thư Đảng ủy cả hai trường vào tháng 8 năm 1998. Tháng 2 năm 1999, bà nhậm chức Bí thư Đảng tổ, Phó Chủ tịch Hội Liên hiệp Khoa học Xã hội tỉnh Quý Châu. Thầm Di Cầm công tác gần 20 năm trong lĩnh vực giáo dục: 1982 – 2001.

### Công tác địa phương
Tháng 12 năm 2001, Kham Di Cầm được điều chuyển tới châu tự trị dân tộc Bố Y và dân tộc Miêu Kiềm Nam, nhậm chức Phó Bí thư Châu ủy, cấp hàm chính sảnh – chính địa. Đến tháng 1 năm 2003, bà chuyển sang làm Phó Bí thư Thị ủy địa cấp thị Đồng Nhân, Chuyên viên Văn phòng Thanh tra Hành chính địa cấp thị Đồng Nhân (行政督查专员公署). Thầm Di Cầm có một bước thay đổi lớn trong sự nghiệp trong giai đoạn cuối khóa XVI, khi còn đang là Phó Bí thư Thị ủy, công tác ở Đồng Nhân. Vào tháng 4 năm 2007, Thầm Di Cầm được bầu làm Ban thường vụ Tỉnh ủy Quý Châu, thăng cấp thành phó tỉnh – phó bộ, một trong 13 người lãnh đạo cao nhất của tỉnh Quý Châu, cùng là người phụ nữ duy nhất trong Ban thường vụ Tỉnh ủy. Đến tháng 5, bà nhậm chức Bộ trưởng Bộ Tuyên truyền Tỉnh ủy Quý Châu, vẫn tiếp tục là Chuyên viên Văn phòng Thanh tra Hành chính, Phó Bí thư Thị ủy Đồng Nhân cho đến tháng 8, chuyển giao vị trí, tập trung làm Thường vụ Tỉnh ủy và kiêm nhiệm Chủ tịch Hội Liên hiệp Khoa học Xã hội tỉnh Quý Châu. Tháng 10 năm 2007, bà được bầu làm Ủy viên dự khuyết của Ủy ban Trung ương Đảng Cộng sản Trung Quốc khóa XVII, trong số 167 Ủy viên dự khuyết, vị trí đặc biệt quan trọng ảnh hưởng toàn quốc.
Thầm Di Cầm giữ vị trí Bộ trưởng Bộ Tuyên truyền Tỉnh ủy trong suốt nhiệm kỳ 2007 – 2012, hỗ trợ và phụ tá cho Bí thư Quý Châu Thạch Tông Nguyên (2005 – 2012) và nhà lãnh đạo quốc gia Lật Chiến Thư (2010 – 2012). Tháng 5 năm 2012, trong nhiệm kỳ mới, bà được Tổng lý Quốc vụ viện Ôn Gia Bảo bổ nhiệm bà làm Phó Tỉnh trưởng thường trực Chính phủ Nhân dân tỉnh Quý Châu, Phó Bí thư Đảng tổ, phụ trách công tác thường nhật, hành pháp tỉnh. Sau đó, bà kiêm nhiệm chức vụ Bí thư Ủy ban Công tác tài chính Chính phủ tỉnh từ tháng 5 năm 2014, phối hợp và phụ tá Tỉnh trưởng Trần Mẫn Nhĩ. Tháng 4 năm 2015, Thầm Di Cầm nhậm chức Phó Bí thư chuyên chức Tỉnh ủy tỉnh Quý Châu và Bí thư Ủy ban Chính trị và Pháp luật Tỉnh ủy Quý Châu, kiêm nhiệm Chủ nhiệm Văn phòng Đảm bảo ổn định tỉnh Quý Châu. Vào thời điểm được bổ nhiệm giữ chức vụ Phó Bí thư Tỉnh ủy, bà trở thành nữ Phó Bí thư Tỉnh ủy chuyên trách thứ hai trong nước và là nữ Bí thư Ủy ban Chính trị và Pháp luật Tỉnh ủy duy nhất trong nước. Đến tháng 12 cùng năm, bà được bầu làm Hội trưởng Hội Luật gia Quý Châu; kiêm nhiệm vị trí Hiệu trưởng Trường Đảng Tỉnh ủy Quý Châu vào tháng 4 năm 2017. Tháng 11 năm 2012, tại Đại hội Đảng Cộng sản Trung Quốc khóa XVIII, bà được bầu làm Ủy viên dự khuyết Ủy ban Trung ương Đảng Cộng sản Trung Quốc khóa XVIII nhiệm kỳ 2012 – 2017.

### Lãnh đạo Quý Châu
Tỉnh trưởng: tháng 9 năm 2017, Thầm Di Cầm được bổ nhiệm làm Bí thư Đảng tổ, Quyền Tỉnh trưởng Chính phủ Nhân dân tỉnh Quý Châu, thăng cấp thành chính tỉnh – chính bộ, đồng thời giữ chức vụ Phó Bí thư Tỉnh ủy, Hiệu trưởng Trường Đảng Tỉnh ủy. Bà là nữ Tỉnh trưởng đầu tiên của Quý Châu, Tỉnh trưởng đầu tiên người dân tộc Bạch, nữ Tỉnh trưởng thứ ba trong lịch sử Trung Hoa thời hiện đại và Tỉnh trưởng đầu tiên được sinh ra ở tỉnh từ năm 1993. Tháng 10 năm 2017, Thầm Di Cầm được bầu làm Ủy viên Ủy ban Trung ương Đảng Cộng sản Trung Quốc khóa XIX, trong Đại hội Đảng Cộng sản Trung Quốc lần thứ XIX. Tháng 1 năm 2018, bà chính thức được bầu làm Tỉnh trưởng tỉnh Quý Châu.
Bí thư Tỉnh ủy: tháng 11 năm 2020, Trung ương họp bàn về lãnh đạo địa phương, ngày 20 tháng 11 quyết định bổ nhiệm Thầm Di Cầm chức vụ Bí thư Tỉnh ủy tỉnh Quý Châu, trở thành nữ Bí thư Tỉnh ủy thứ tư ở Trung Hoa và là nữ Bí thư Tỉnh ủy duy nhất toàn quốc khi được bổ nhiệm, và cũng là nữ Bí thư Tỉnh ủy người dân tộc thiểu số duy nhất. Bà là người gốc Quý Châu, đã làm việc quê nhà hơn 40 năm kể từ khi bắt đầu sự nghiệp vào năm 1977, hỗ trợ phối hợp, phụ tá cho các lãnh đạo cấp Trung ương khóa XIX như Ủy viên trưởng Nhân Đại Lật Chiến Thư, Ủy viên Bộ Chính trị Trần Mẫn Nhĩ, Ủy viên Quốc vụ Triệu Khắc Chí, cho đến năm 2020 trở thành lãnh đạo toàn diện cao nhất lãnh đạo toàn bộ tỉnh Quý Châu, dưới sự trợ giúp của Tỉnh trưởng Lý Bỉnh Quân cùng phát triển, xóa đói giảm nghèo Quý Châu và miền Tây Trung Hoa. Cuối năm 2022, bà tham gia Đại hội Đảng Cộng sản Trung Quốc lần thứ XX từ đoàn đại biểu khối Quý Châu. Trong quá trình bầu cử tại đại hội, bà tái đắc cử là Ủy viên Ủy ban Trung ương Đảng Cộng sản Trung Quốc khóa XX.